# 金剛寺 (中野区)
金剛寺（こんごうじ）は、東京都中野区にある曹洞宗の寺院。

## 概要
1350年（建長2年）、鎌倉幕府御家人の波多野忠経の開基である。鎌倉幕府第3代将軍源実朝の菩提を弔うために創建された。
元々は相模国大住郡波多野荘（現・神奈川県秦野市）に位置していたが、その後武蔵国豊島郡江戸荘小日向郷金杉村（現・東京都文京区春日）に移転した。文明年間（1469年～1487年）に太田道灌が再興した。
当初は臨済宗の寺院であったが、1509年（永正6年）に曹洞宗に転宗した。
戦後に、地下鉄丸ノ内線建設のため、現在地に移転した。

## 交通アクセス
- 地下鉄東西線落合駅より徒歩7分。
- 西武新宿線新井薬師前駅より徒歩10分
- 西武新宿線・都営地下鉄大江戸線中井駅より徒歩10分